# 筋電図
筋電図（きんでんず、electromyography - EMG）とは、筋肉で発生する微弱な電場の変化を検出して、縦軸に電位、横軸を時間をとって図にしたものである。筋電計（きんでんけい、electromyograph - EMG）とは、筋電図を測定、表示、計測、（解析）する、検査装置である。広義には普通筋電図、神経伝導速度、反復誘発筋電図、反復誘発筋電図、表面筋電図、単線維筋電図、体性感覚誘発電位（SEP）、聴覚脳幹誘発電位（BAEP、ABR）、視覚誘発電位（VEP）、運動誘発電位（MEP）などを含める。例えば、神経筋疾患の補助診断法の1つとして用いる。

## 原理
筋電図検査（electromyography - EMG）とは、神経から筋にかけての疾患の有無を調べる生理学的検査のひとつである。
一般に、刺激電極と、測定電極（関電極）、不関電極（基準電位用、いわゆるアース）を持ち、電気刺激装置と、オペアンプ等による信号増幅器、表示、記録部を持つ。古い機械は、移動するロール紙の上をペンが左右に動くアナログ式であるが、20世紀末からは、ADコンバータを通し、得られた信号を電子計算機を用い、表示処理だけではなく、解析機能を持つ装置が主流となって来ている。

## 筋電図検査の種類
- 末梢神経伝導検査

手足に分布する神経（末梢神経）の働きを調べる。弱い電気で神経を興奮させ、手足を動かす。
- 表面筋電図検査
- 針筋電図検査

電極の入った細い針を筋肉に直接刺して、力を入れたり、抜いたりして筋肉の状態を調べる。診断のため、いろいろな筋肉を調べるが、何ヵ所になるかは症状により違ってくる。

## 筋電計の使用方法
一般的な使用方法としては、
1. 対象とする筋の出来るだけ近くの皮膚表面に、電極を貼る（表面電極）か、または、対象とする筋束に直接針電極を刺入し、
2. その筋を支配する神経の出来るだけ近くに、2つの刺激電極を貼る。神経に針を刺すのは余りにも痛いので、針電極は用いない。正しく神経の近くに刺激電極を設置しないと、検査に必要な刺激を与えるための電圧が高くなり、無駄に痛いだけなので電極を設置する位置に気をつける必要がある。
3. 刺激電極に電気刺激（パルス電流）を流し、筋の収縮が起こると、筋電図が得られる。
4. 筋電図を読み、反応の大きさ、刺激からの遅延時間（運動神経伝道速度）、反復刺激に対する反応等を読み取る。これが検査結果である

## 対象疾患
- ALS（筋萎縮性側索硬化症）
- MG（重症筋無力症）

など

## 針筋電図

### 針筋電図の理論的背景
針筋電図では針電極を用いて運動単位の状態を評価することができる。運動単位とは脊髄前角細胞および運動性脳神経核であるα運動神経とそれにより支配される骨格筋の筋線維からなる。骨格筋には持続的な運動に適した遅筋である赤筋（タイプⅠ）と素早い運動に適した速筋である白筋（タイプⅡ）の2種類に分かれる。白筋はタイプⅡAとⅡBのふたつに分かれ、ⅡAはⅡBとⅠの中間型である。支配する筋肉のタイプに合わせて運動単位もS型、FR型、FF型の3タイプに分類される。一つの運動単位に属する筋線維の生理学的および生化学的性質は均一であり、一つの運動単位に属する筋線維は、他の運動単位に属する筋線維と互いに交錯して配列している。あるα運動線維が興奮するとその活動電位は支配筋線維全てをほぼ同時期に脱分極させる。同期して発生した筋線維活動電位を加重したものをMUP(運動単位電位)という。MUPの電位の大きさは神経支配比を反映している。四肢筋など大きな運動単位は大きなMUPを形成し、外眼筋や顔面筋は小さなMUPを形成する。MUPの数は収縮力を反映する。ごく弱い随意収縮では同一波形のMUPが繰り返し現れ、収縮を強めるとその発生頻度は増加し、別のMUPが参加してくる。活動に参加する運動単位が増加する現象を動員（recruitment、リクルートメント）という。収縮のはじめの段階では興奮域値が小さい小型のニューロン（S型）が発射し、収縮力が増強するに従い大型のニューロン（FR型やFF型）も動員される。弛緩する場合は域値の高い大きな運動単位から順に活動を停止していく。これをサイズの原理という。
| 運動単位の性質         | S型  | FR型   | FF型 |
| ---------------------- | ---- | ------ | ---- |
| 収縮速度               | 遅い | 速い   | 速い |
| 疲労度                 | 極難 | 難     | 易   |
| 運動ニューロンサイズ   | 小   | 中     | 大   |
| 神経支配比             | 小   | 中     | 大   |
| リクルートメント域値   | 低   | 中     | 高   |
| 筋線維タイプ           | Ⅰ    | ⅡA     | ⅡB   |
| 酸化酵素 NADH-TR       | 高   | 中～高 | 低   |
| 解糖酵素 phosphorylase | 低   | 高     | 高   |

### 針筋電図の検査の手順
針筋電図は安静時、弱～中等随意収縮、最大随意収縮の3つの状態に対して施行する場合が多い。筋電図は通常、波形、持続時間、振幅、放電頻度であらわされる。検出する所見の違いにのため、安静時所見、随意収縮所見、最大収縮所見でそれぞれ記録条件が異なる。安静時所見を得る場合は振幅は50μV/1cmで紙送りは10ms/1cmであり、随意収縮では振幅は1mV/1cmで紙送りは10ms/1cm、最大収縮では振幅は1mV/1cmで紙送りは0.1s/1cmであることが多い。MUPの振幅は筋肉毎に異なり、顔面筋、舌筋、胸鎖乳突筋2mV程度であるがその他の筋肉では4mV程度である。

### 安静時所見
安静時所見には刺入時活動と自発性活動に分けられる。正常骨格筋の場合は安静時は電気的に静止している。機械的刺激や損傷が認められた場合は刺入時活動が認められる。刺入時活動は通常は電極が動いている間のみに認められ、持続時間は通常100～300msであるとされている。電極の動きが止まっても筋の活動電位が続く状態を異常刺入時活動という。
異常刺入時活動
異常刺入時活動とは電極の動きが止まっても筋の活動電位が続く状態である。筋線維の興奮性ないし被刺激性が異常に高いことを示す。脱神経筋、ミオトニー、高カリウム性周期性四肢麻痺の発作間欠期や麻痺の初期、筋炎などで認められる。筋放電としては脱神経電位(denervation potential)、ミオトニー放電(myotonic discharge)、奇異高頻度放電(bizarre high frequency discharge)などがしられている。逆に筋の興奮性が低下した筋萎縮や低カリウム性周期性四肢麻痺の発作きなどは刺入時活動は消失、ないし減弱する。異常刺入時活動と自発性活動の移行の区別は困難である場合も多い。異常刺入時活動による脱神経電位は陽性鋭波として認められ、電極の動きに伴って2～3秒間だけ出現する場合が多い。これは脱神経の初期で目立つ所見である。

終板活動(end-plate activity)
電極を終板帯近くで動かす時、終板スパイク(end-plate spike)と終板雑音(end-plate noise)という2種類の電位が記録されることがある。両者は同時に記録されることが多く、合わせて終板活動といわれることがある。終板スパイクは痛みと筋痙縮を伴うもので初期相陰性の二相性活動電位である。振幅は100～200μV、持続2～3ms、頻度は5～50Hzであり、スピーカー上は機関銃発射音に似た高い調子の一様な速い連続音を呈する。筋内神経終末を記録電極が機械的に刺激することで数本の筋線維が発射したためと考えられている。神経電位ともいう。終板スパイクは時として線維自発電位と誤認されることがある。放電パターンが不規則であること、波形が陰性-陽性の二相波であることから区別可能である。しばしば初期陽性の三相波を示すがリズムから区別可能である。終板雑音は基線の不規則な揺れを呈する低電位の高頻度不規則な陰性電位であり、低い調子で貝殻を混ぜるようなザーとしたホワイトノイズである。振幅は10～100μV、持続は1～2msである。終板雑音は終板部で自然に放出されているアセチルコリンによる脱分極、すなわち微小終板電位を細胞外から記録したものと考えられている。しばしば終板スパイクの背景として同時に記録される。
脱神経電位(denervation potential)
脱神経電位には線維自発電位(fibrillation potential、Fib)と陽性鋭波(positive sharp wave、PSW)の2種類が知られている。両者は単独で出現することもあるが、相まって出現することの方が多く、病的意義は共通していると考えられている。脱神経電位を示す病態は各種下位ニューロン障害、筋線維の変性、壊死、分裂などがあげられる。脱神経が起こると軸索の終末分枝が脱神経2～3日後から退化しはじめ、1週間ほどで消失する。終末が消失すると終板に限局していたAch受容体が2～3日終板外にもあらわれるようになり、1週間ほどで筋線維膜全体がAchに高い感受性を示すようになる。脱神経後数時間より静止膜電位が低下し始め、約二週間の経過で15～20mV低下する。この膜電位の低下が膜電位の波動性動揺を起こし、電位が発火レベルに達すると活動電位が生じ、線維攣縮が起こる。これが線維自発電位であり、活動電流が筋線維から周辺の伝導性組織に広がっていく過程を記録したのが陽性鋭波と考えられている。脱神経電位の出現量は脱神経の程度の強さを反映していると考えられている。初期は刺入時異常活動としての陽性鋭波、その後単一波形連続型となり、多種脱神経電位混在型、干渉を伴う重度脱神経型となる。
線維自発電位は持続1～5ms、振幅20～500μVで、通常陽性の振れに始まる三相性の波形を呈し、シャープな音がする。針電極が終板近くに刺入されたときは初期相が陰性の二相性波形になることがある。神経と連絡が途絶えたときに終板から始まる単一筋線維の異常興奮である。線維自発電位は同一の筋線維による比較的規則正しい放電で1秒間に1～30回のものが多い。「規則正しい」とは放電間隔等間隔、またはゆるやかな漸増、漸減のパターンを呈することを示す。
陽性鋭波は急峻な陽性の電位に続いて緩徐で持続の長い陰性電位がみられるもので、陰性相は陽性相より振幅が小さいが持続が長いため、全体で鋸の歯を思わせる波形になる。陽性鋭波は針電極の刺入に伴って起こることが多いが自発放電もあり、ほぼ一定の間隔で規則的に放電する。陰性棘波が認められないのは針電極が筋膜損傷部にあり、この位置では活動電位が停止するためと考えられている。この電位は線維自発電位と同様、単一筋線維の自然放電に伴って認められる。診断的意義も線維自発電位と同様である。
| 項目       | 線維自発電位                     | 陽性鋭波             |
| ---------- | -------------------------------- | -------------------- |
| 波形       | 初期陽性相を伴う二、三相性の波形 | 鋸歯状で二相性の波形 |
| 持続       | 0.5～3ms                         | 10～200ms            |
| 振幅       | 20～300μV                        | 20～1000μV           |
| 放電頻度   | 2～20Hz                          | 2～20Hz              |
| スピーカー | トタン屋根に落ちる細かい雨の音   | 雷の音               |

### 刺入時異常活動
以下のような刺入時の異常放電が知られている。

#### ミオトニー放電（myotonic discharge）
ミオトニーとは随意的、機械的、あるいは電気的に生じた筋収縮が弛緩しにくい筋肉が強直した状態を示す。筋強直という。把握性ミオトニー、叩打性ミオトニーなどが有名であり、筋強直性ジストロフィー、先天性ミオトニー、先天性パラミオトニー、高カリウム性周期性四肢麻痺、カリウム増悪性ミオトニー、軟骨発育不全性ミオトニーなどで認められる。慢性脱神経時にも認められることがある。運動を繰り返すと軽減し、寒冷で悪化する場合はパラミオトニーという。ミオトニー放電は陽性鋭波に似た陽性鋭波型と線維自発電位に似た棘波型に分かれるが陽性鋭波型が圧倒的に多い。脱神経電位と異なる点は放電頻度、振幅が漸増、漸減する点である。スピーカーでは急降下爆撃音として聞こえる。刺入時放電が長く持続するもので、単一運動単位が毎秒100回以上もの高頻度で自発放電を続け、次第に振幅と頻度を減少させる。放電頻度は最大値で20～200Hz、放電持続時間は1～5sであり、最大振幅は50～400μVである。振幅は0.2s以内に放電頻度は0.6sで最大に達する。針電極の刺入、動きで誘発されるため異常刺入時活動と考えられている。

#### 複合反復放電
発火頻度、振幅に増減なく一定の発火頻度、振幅が持続し、波形も一定している。急に始まり、急に終わるのが特徴である。振幅は50μV～1mV、持続時間は50～100msecで一群の筋が同期して発火しているものと考えられている。偽ミオトニー放電（pseudomyotonic discharge）ともいう。ヘリコプターの音、機関銃の音と形容されることが多い。臨床的にミオトニーを伴わず、ミオトニー放電を認める場合は偽ミオトニー放電という。放電持続時間が0.4～10sと変動が大きい以外、ミオトニー放電と筋電図所見に差異が認められないため、筋電図での区別は不可能である。甲状腺機能低下症、筋炎、各種ミオパチーや筋ジストロフィーといった筋原性疾患や頚椎症、多発神経炎、筋萎縮性側索硬化症などでも認められる。
奇異性高頻度放電（bizarre high frequency discharge）
偽ミオトニー放電の亜型と考えられることもあるが、ミオトニー放電、偽ミオトニー放電とともに高頻度放電のひとつの形態として分類されている。別名はミオトニー様放電。波形が多相性、複雑で漸増、漸減が目だたず、突然現れ、突然消える点が特徴的である。放電頻度は10～100Hz、放電持続時間は1s～3minである。当初は筋炎に特異的とされたが、その後様々な筋原性疾患、下位ニューロン障害が認められる神経原性疾患で認めることが判明した。
線維束電位（fasciculation potentaial）
線維束攣縮は肉眼でとらえられる筋肉がぴくぴくする攣縮である。線維束攣縮に伴う電位を線維束電位という。MUPと同じか近いパラメータをもち二相性ないし三相性あるいは多相性波形で放電頻度は1～50Hzである。正常人にも認められ良性のものから悪性のものまで認められる。良性のものは波形が単純で放電間隔が短く、悪性のものは多相性で放電間隔が長いとされているが、波形分析での区別はほぼ不可能である。他の脱神経電位を伴っていれば悪性と評価することが多い。
反復放電
安静時に連続放電を繰り返すもの。神経、筋の順応の低下に起因すると考えられている。
ミオキミー放電（myokymic discharge）
ミオキミーは皮膚表面の波状運動として観察される筋の攣縮でありミオキミー放電を伴う。同一の運動単位が反復放電したり、多数の運動単位が同時に放電するときに生じる。群化した放電である。単独ないし群をなして、いくつかのMUが比較的ランダムに放電するパターン、一つのMUが高頻度群発放電するパターン、反復放電の3種類が知られている。顔面ミオキミーと全身ミオキミーが知られ、顔面ミオキミーでは多発性硬化症、脳幹部腫瘍、ギランバレ症候群などで認められる。全身型は種種の神経疾患で認められる。傍腫瘍性神経症候群ではアイザックス症候群のミオキミーが有名である。手根管症候群などで認められる。
群化放電
いくつかのMUが群をなして放電し、相互に干渉し複雑な筋電図波形を呈する場合、群化放電といわれる。不随意運動である振戦、律動性ミオクローヌス、足クローヌスなどで認められる。
筋痙攣放電
筋緊張の亢進は痙性、固縮、ジストニーといった上位ニューロン障害で起こることが多いが下位ニューロン障害でも起こる場合がありこれを筋攣縮という。断続的にくりかえすスパズム（spasm）と持続性で関節位置が一時的に固定してしまうクランプ（cramp）に分類されることもある。連続発射から程度がつよくなると群化放電まで認められる。クランプは高頻度のMUP発射が突然認められ、突然終了する。

### 安静時異常活動
線維自発電位
陽性相からはじまる2～3相からなる波形であり、通常振幅は1mV以下でMUPよりも小さい。発火のパターンは規則的であるが。発火頻度は15Hz程度である。不規則な線維自発電位というものも提唱されているが、規則的な線維自発電位とは別の機序によるものと考えられている。
陽性鋭波
急な陽性相とそれに続く緩徐な陰性波からなる波形で持続はおよそ100msecとなる。発火パターンは規則的であり、発火頻度は15Hz以下である。
線維束自発電位
振幅が1mV以上あることから神経束由来と考えられている。不規則な出現をする。
ニューロミオキミー
極めて高頻度のMUP発射が認められ徐々に振幅が減少していく。

### 随意収縮所見
随意収縮ではMUPの波形、頻度から運動単位（MU）の評価を行う。干渉波ではなく運動単位が観察しやすい程度の力を入れた状態で行う。正常人では力を加えるに従ってサイズの原理に基づく序列制動員によって放電頻度と活動運動単位数が増加する。決して力を加えると振幅が大きくなるわけではなく、動員される運動単位が増えるため高振幅なMUPが測定される可能性が高くなるだけであることに注意が必要である。MUPを表現する基本要素は波形、持続、振幅の3つのパラメータである。波形は相（phase）とノッチ(notch)であらわされる。相は基線を超える電位変化であり、超えないのがノッチである。五相以上の場合を多相性MUP、ノッチの多いものを偽多相性MUP、鋸歯状活動電位という。主要MUP成分と一定の時間間隔で出現する単一筋線維放電に衛星電位（satellite potential）が知られている。動員数が増えるとMUPの重なりあいで多相性に見えることがある。MUPの多相性を評価するには動員数を少なくし、周期的発火を示すとより説得力が増す。

#### 神経原性変化
神経原性変化では運動単位が脱落し、次に残存する神経線維の側芽（collateral spurouting）あるいは再生神経線維による脱神経筋線維の再支配（reinnervation）が生じる。これにより神経支配比が増大し、運動単位領域の拡大や運動単位筋線維密度の増加が起こり、これに伴ってMUPの持続は延長し（long duration）、振幅は高くなり(high amplitude)、波形は複雑化(complex)あるいは多相化(polyphasic)する。長い持続、高い振幅、多相性の波形が周期的に出現した場合、巨大電位（giant potential）、再支配電位(reinnervation potential)、同期性電位(synchronization)と言われることがある。
側芽による神経再支配の初期徴候は衛星電位（satellite potential）出現とされている。未熟な軸索の末梢神経伝導速度が遅いことに由来すると考えられている。衛星電位は筋疾患でも発現することが知られており、これは筋線維の変化や再生など筋自身の病態も関与しているとみられている。

#### 筋原性変化
筋原性変化では運動単位数は変わらず、運動単位を構成する筋線維が脱落し、一部では筋線維の再生、神経再支配の機序も加わりMUPの持続は短縮し（brief of short duration）、振幅は低下する（small or low amplitude）。同一運動単位に属する筋線維間の同期性にも変化が認められ波形は多相化する傾向がある。このような短い持続で低振幅で多相性のMUPをBSAP（ビーサップ）ということがある。

#### 異常所見

##### 高振幅電位・低振幅電位
針の位置が発火点より遠い場合が殆どであるが、短持続時間、多相性、低振幅はミオパチーのMUPに特徴的な所見である。

##### 多相性電位
いくつかのMUPが組み合わさって多相化するのではなく運動単位が多相化すると多相性電位となる。そのため規則的な発火となる。

##### early recruitment
最弱収縮から複数のMUPが同時発火することであり、ミオパチーに特徴的な所見である。

##### rapid recruitment
弱い収縮に対して不釣り合いにたくさんのMUPが出現する場合や、正常より弱い収縮で完全干渉パターンとなること

### 最大収縮所見
最大収縮時は干渉波の評価、動員の評価を行う。干渉波は単位時間当たりのスパイク数、スパイクの振幅、持続で構成される。MUPのパラメータがそのまま反映される傾向がある。疲労の影響が認められるため最大収縮時の検査は10秒以内に限定する。振幅は神経再支配により大きくなることもある。
神経原性変化
神経原性変化では運動単位数の減少と神経原性MUPを反映し、干渉が不十分な、高振幅（5mV以上）で持続の長いスパイクが目立つ波形となる。干渉の減少には4段階が知られている。分離活動から無活動への移行過程では低振幅電位が認められるが、もとのMUPと相似形であり筋原性のような低持続にはならない。
| 干渉パターン | 内容                                                                                          |
| ------------ | --------------------------------------------------------------------------------------------- |
| 完全干渉型   | 正常で認められる完全に干渉されているパターンであり、個々のMUPが判別されず基線も認められない。 |
| 減弱干渉型   | いくつかのMUPが判別され、基線も一部に認められる。                                             |
| 分離活動     | 個々のMUPの間に基線が確認される。単一スパイクしか認められない場合は単一パターンという。       |
| 無活動       | 随意的に活動するMUPが認められない                                                             |
神経原性変化の動員パターンは神経再支配によるサイズの原理の変化が起こり、最初に活動するMUPのサイズが大きくなる。神経支配比の増大または低閾値の運動単位の脱落によると考えられている。
筋原性変化
筋原性変化では運動単位数は変わらないため完全干渉型を示す。MUPのBSAP化を反映し低振幅（1mV以下）で持続が短いスパイクからなる干渉型となる。スピーカーからはトタン屋根に降るアラレの音に似たぱちぱちとした高いピッチ音が聞こえる。動員パターンでは運動単位数は不変であり、運動単位に属する筋線維がランダムに脱落するため1個の運動単位が発生する収縮力が小さくなる。そのため弱い収縮力で干渉波を示すのが特徴であり早期動員（early recruitment）と言われる。重症化すると運動単位に属する筋線維が全て脱落し干渉の低下が認められる。しかし低振幅、低持続のMUPの特徴は維持している。無活動になると神経原性との区別は不可能となる。低振幅の多相性の神経原性MUPは外見上筋原性変化に似る場合がある。
群化放電
不随意運動やクローヌスが発生している場合は、いくつかのMUPが同期傾向を示し、群化したMUPからなる干渉波が間欠的に繰り返し出現する。これを安静時所見と同様に群化放電という。

### 針筋電図所見の解釈
ミオパチーは近位筋、ニューロパチーは遠位筋の筋力低下を起こすのが一般的であるがいくつかの例外が存在する。
| 分布パターン                             | 名称                                     |
| ---------------------------------------- | ---------------------------------------- |
| 遠位筋が強く障害されるミオパチー         | 筋強直性ジストロフィー、遠位型ミオパチー |
| 近位筋が強く障害される運動ニューロン疾患 | Kugelberg-welander病                     |
| 上肢近位、下肢遠位がおかされる疾患       | 肩甲腓骨症候群                           |

また運動ニューロン病では系統性の有無が重要視される。系統性とは脳神経および脊髄神経支配領域（顔面、頸部、四肢）にわたり、左右ほぼ対称性に筋病変が存在することを指す。筋電図検査では顔面、頸部、上肢、下肢でその傾向を確認する。また限局性であった場合は病変分布から障害部位の同定を行う。
| 病変       | 分布                                       |
| ---------- | ------------------------------------------ |
| 髄節性     | 脳神経核、頚、胸、腰、仙髄とその神経根     |
| 神経叢性   | 腕神経叢、腰仙神経叢                       |
| 末梢神経性 | 多発神経炎型、単発神経炎型、多発単神経炎型 |
| その他     |                                            |

### レベル診断
| 部位           | 刺入電位             | 安静時                       | MUP                      | 干渉波             | 主な疾患                   |
| -------------- | -------------------- | ---------------------------- | ------------------------ | ------------------ | -------------------------- |
| 正常           | 正常                 | 電気的静止                   | 正常MUP                  | 干渉波形           | なし                       |
| 上位ニューロン | 正常                 | 電気的静止                   | 正常MUP                  | 減少               | 脳血管障害                 |
| 錐体外路系     | 正常                 | 電気的静止または群化放電     | 正常MUP                  | 減少または群化放電 | パーキンソン症候群         |
| 前角細胞       | 正常                 | 線維束自発電位、線維自発電位 | 高振幅電位（多相性電位） | 減少               | ALS                        |
| 下位ニューロン | 正常                 | 線維束自発電位、線維自発電位 | 多相性電位（高振幅電位） | 減少               | 多発性神経炎               |
| 神経筋接合部   | 正常                 | 電気的静止                   | 正常から低振幅           | 正常から減少       | 重症筋無力症               |
| 筋膜           | 延長、ミオトニー放電 | 電気的静止                   | 正常から低振幅           | 正常から減少       | 筋緊張性シストロフィー     |
| 筋実質         | 正常から短縮         | 電気的静止（線維自発電位）   | 低振幅                   | 正常から増加       | 筋シストロフィー、多発筋炎 |

## 表面筋電図

### 表面筋電図の検査方法
表面筋電図は表面電極で筋電図を記録するものでありいくつかの筋を同時に記録することができるのが特徴である。不随意運動（AIM:abnormal involuntary movement）の補助診断としてよく用いられる。円板電極を被検筋の長軸方向に3cm毎に装着し、主動筋と拮抗筋を同時に計測するのを基本とする。また不随意運動の分布に合わせて関連する筋肉の同時記録を行う。加速度計や脳波同時記録を行うこともある。
分析される不随意運動は以下のものがよく知られている。
| 種類                        | 主要疾患 |
| --------------------------- | --- |
| 振戦（tremor）              | パーキンソン病、パーキンソン症候群、老人性振戦、本態性振戦、ウィルソン病、バセドウ病、脊髄小脳変性症、多発性硬化症、脳血管障害   |
| ミオクローヌス（myoclonus） | 進行性ミオクローヌスてんかん、無酸素後ミオクローヌス、口蓋ミオクローヌス、クロイツフェルトヤコブ病、亜急性硬化性全脳炎、脊髄障害 |
| 舞踏病（ヒョレア chorea）   | ハンチントン舞踏病、ヒョレア、歯状核赤核ルイ体委縮症、大脳基底核石灰化症、レッシュナイハン症候群                                 |
| アテトーゼ（athetosis）     | 脳性麻痺、ウィルソン病、大脳基底核石灰化、ハンチントン舞踏病、レッシュナイハン症候群                                             |
| ジストニー（dystonia）      | 特発性捻転ジストニー、ウィルソン病、脳性麻痺、大脳基底核石灰化症                                                                 |
| バリズム（ballism）         | 脳血管障害、脳腫瘍 |
| チック（tic）               | 機能性チックなど |

不随意運動では動きの速さ、頻度、大きさ、律動性あるいは規則性の有無、出現部位、分布、出現状態（安静時、姿勢時、動作時）、影響因子（睡眠、精神的緊張、意思による抑制効果）などで分類される。筋電図としては多数のMUPグループから構成されるため群化放電をおこす。ひとつひとつのMUPを評価する場合は針筋電図で検査を行う。

### 表面筋電図の評価
不随意運動に伴う群化放電の評価項目としては以下の5つが知られている。
記録されている筋の状態
安静時、姿勢時、動作時に関する情報。
群化放電のパラメータ
持続、振幅、周期、出現頻度、律動性、規則性の有無など。
主動筋、拮抗筋間の相反性または同期性の有無
主動筋の放電中に拮抗筋の放電が認められない場合は相反性ありとし、同時に放電している場合は同期性ありとする。
群化放電の出現部位

出現部位間の同期性の有無
| 不随意運動             | 頻度（Hz） | 持続時間（s） | 規則性 | 相反性 | 同期性 | 分布                       |
| ---------------------- | ---------- | ------------- | ------ | ------ | ------ | -------------------------- |
| 線維束攣縮             | 1～30      | 0.02以下      | -      | -      | -      | 全身                       |
| ミオクローヌス（狭義） | 1～20      | 0.1以下       | -      | -      | -～+   | 全身                       |
| 周期性ミオクローヌス   | 1～5       | 0.1～1.0      | +      | -      | +      | 顔面、四肢、通例両側       |
| 律動性ミオクローヌス   | 2～3       | 0.07～0.15    | +      | +～±   | -～±   | 口蓋、喉頭、横隔膜、四肢   |
| パーキンソン振戦       | 4～6       | 0.05～0.1     | +      | +      | -      | 四肢、頸部                 |
| バリスム               | 0.5～2     | 0.2～1.5      | ±      | ±      | +      | 上下肢近位、通例片側       |
| 舞踏病                 | 0.4～1.5   | 0.1～1.0      | -      | ±      | -      | 顔面、頸部、体幹、四肢近位 |
| アテトーゼ             | 0.1～0.3   | 1.0～3.0      | -      | -      | +      | 四肢遠位                   |
| ジストニー             | 持続性     | 3.0以上       | -      | -      | +      | 顔面、頸部、四肢           |

## 歴史
筋電計の歴史は1800年代初期のルイージ・ガルヴァーニによるカエルの実験にまで遡る。この生物電気の発見により、神経に電気を流すと筋が収縮することがわかり神経生理学の研究が始まり、記録に使用された装置は後年キモグラフとして発展した。ヘルマン・フォン・ヘルムホルツ達は神経を刺激するための電気は矩形波のパルス信号が最適であることを発見して、現在でも神経刺激には短時間の矩形パルスが用いられるようになった。1820年にはガルヴァーニの功績を讃えてガルバノメータとも称される検流計をハンス・クリスティアン・エルステッドが開発したことで本格的な電気生理学的研究が開始され、ドイツのフェルディナント・ブラウンの開発した陰極線管（ブラウン管）を利用して、1920年頃にハーバート・ガッサー、ジョセフ・アーランガー達によってオシロスコープが開発され、これを用いた神経生理学研究が開始されて現在まで使用される。 
1942、3年頃に脳波の計測で有名なHerbert Jasper達が筋電計の開発を開始して、1946年アメリカのHuddleston&Golsethが現在の筋電計の原型を開発して、その後、各国で改良され現在に至る。